# Аманбаев, Ахмат
Ахмат Аманбаев (кирг. Акмат Аманбаев; 1920, Карабулак, Нарынский район, РСФСР, ныне Нарынская область Кыргызстана — 8 сентября 1964, Фрунзе) — киргизский композитор, дирижёр и педагог. Заслуженный деятель искусств Киргизской ССР (1963).

## Биография
В 1933—1935 годах учился в Музыкально-драматической студии во Фрунзе (класс скрипки), в 1935—1938 годах — в Музыкальном училище им. М. М. Ипполитова-Иванова в Москве, в 1940—1941 годах — в Московской консерватории (классы композиции и дирижирования). В 1943 году окончил Киргизскую студию при консерватории по классу композиции Владимира Фере.
В 1938—1939 годах — оркестрант, затем помощник дирижёра филармонии во Фрунзе, в 1941—1943 годах — ассистент дирижёра Киргизского театра оперы и балета, в 1945—1946 годах — начальник музыкального отдела Управления по делам искусств Киргизской ССР. В 1946—1947 годах — директор музыкального училища, в 1959—1964 годах — директор и художественный руководитель Киргизской филармонии.
Писал музыку для театра. Член КПСС с 1940 года.

### Семья
Жена — Бюбюсара Бейшеналиева (1926—1973), балерина, Народная артистка СССР (1958)
- сын — Эрмек Бейшеналиев, автор мемуаров.

## Сочинения
- опера «Айдар и Айша» (с Сергеем Германовым, Фрунзе, 1952)
- музыкальная комедия «Кто что сделал?» (Ким кантти) (с Мукашем Абдраевым, Абдыласом Малдыбаевым и Аскаром Тулеевым, Фрунзе, 1943)
- кантата «Песнь дружбы» (на стихи Казанчакова, 1953)
- «Баллада-поэма» для оркестра народных инструментов (1954)
- квартет для деревянных духовых инструментов (1952)
- прелюдия для фортепиано (1952)
- 4 педагогические пьесы для фортепиано (1954)
- «Романс» для виолончели и фортепиано (1952)
- свыше 30 хоров a cappella
- свыше 100 песен
- романсы, детские песни

## Награды
- Заслуженный деятель искусств Киргизской ССР (1963)